# Jan Blažek
Jan Blažek (nacido el 13 de septiembre de 1947 en Checoslovaquia) es un exjugador checo de baloncesto. Consiguió una medalla una medalla de bronce en el Eurobasket de Italia en el año 1969 Checoslovaquia.